# Зелена партія Англії та Уельсу
Зелена партія Англії та Уельсу або Партія зелених Англії та Уельсу (англ. Green Party of England and Wales) — британська «зелена» політична партія, яка діє на території Англії та Уельсу.

## Історія
Біля витоків партії стояв колишній активіст Консервативної партії Тоні Вайтекер, який прочитав у журналі Playboy інтерв'ю з біологом і екологом Полом Ерліхом і разом з дружиною Леслі створив дискусійний клуб з тринадцяти членів.
В 1973 зусиллями Уайтекера на з'їзді в Ковентрі була створена партія PEOPLE, в 1975 з ініціативи Леслі Вайтекер перейменована в Екологічну партію (англ. Ecology Party). Завдяки пріоритету цінностей, які пізніше ляжуть в основу зеленої політики, вона стала однією з перших зелених партій в Європі та світі — відоміша і впливова німецька Партія зелених була заснована в ФРН в 1979. Партія взяла участь вже в лютневих виборах 1974 року, але отримала лише 4576 голосів.
На жовтневих виборах 1974 року партія отримала лише 1996 голосів. В 1985 Екологічна партія була перейменована в Зелену партію. На виборах до Європарламенту 1989 партія отримала 2292705 голосів завдяки активній передвиборчій кампанії, однак жодного депутатського місця вона не отримала. В 1990 в партії стався розкол: у самостійні партії виділилися Шотландська партія зелених та Зелена партія Північної Ірландії. В результаті була створена нинішня Зелена партія Англії та Уельсу (з автономією Зеленої партії Уельсу).
На парламентських виборах 2010 року партія вперше в своїй історії провела в Палату громад власного депутата — лідер партії Керолайн Лукас була обрана від округу  Brighton Pavilion . Раніше, в 1992 році, від одного з округів Уельсу був обраний депутат від Партії Уельсу, підтриманий GPEW.

## Результати на виборах

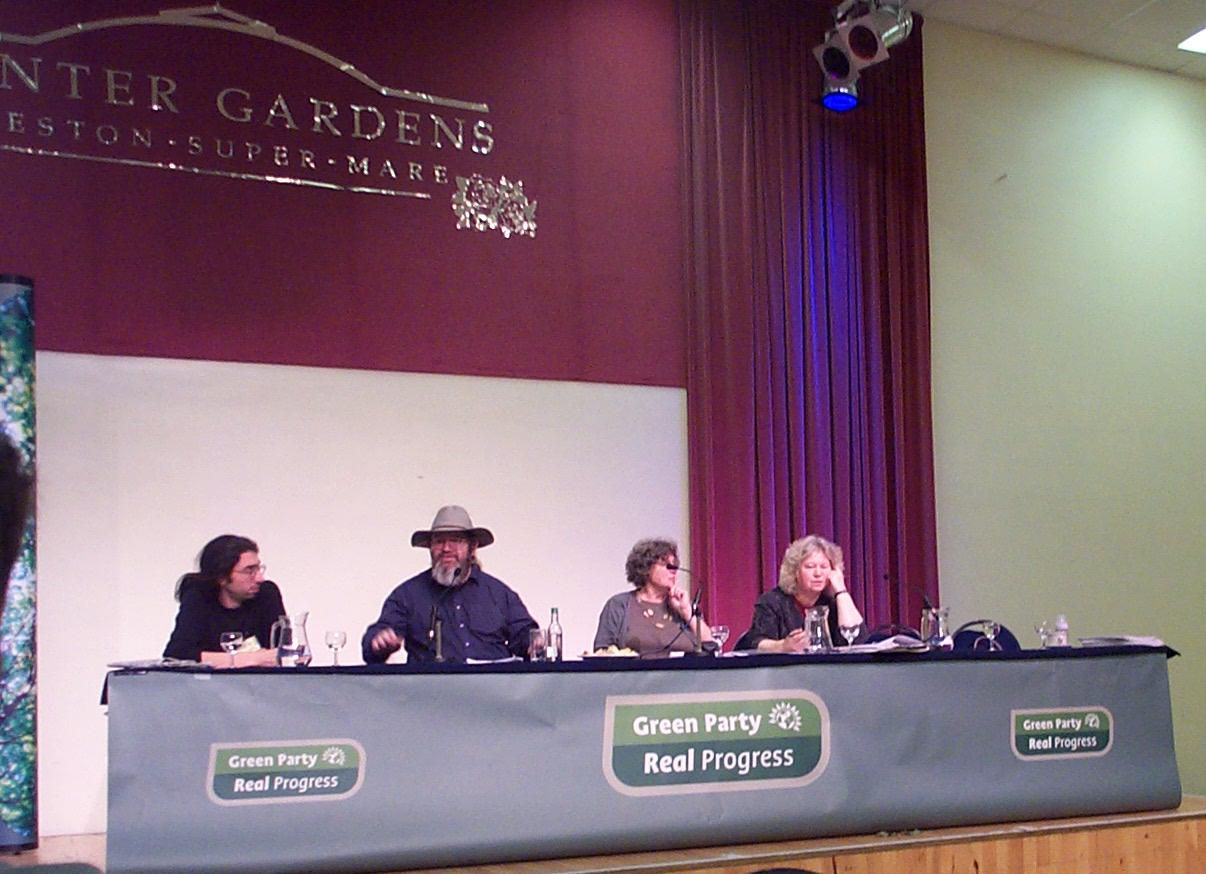
Партійна конференція 2004

| Рік                     | Голосів                 | Місць                   | Δ                       |
| Вибори до Палати громад | Вибори до Палати громад | Вибори до Палати громад | Вибори до Палати громад |
| ----------------------- | ----------------------- | ----------------------- | ----------------------- |
| Лютий 1974              | 4576                    | 0                       | ▬                       |
| жовтень 1974            | 1996                    | 0                       | ▬                       |
| 1979                    | 39918                   | 0                       | ▬                       |
| 1983                    | 54299                   | 0                       | ▬                       |
| 1987                    | 89753                   | 0                       | ▬                       |
| 1992                    | 170 047                 | 0                       | ▬                       |
| 1997                    | 63991                   | 0                       | ▬                       |
| 2001                    | 166 477                 | 0                       | ▬                       |
| 2005                    | 281 780                 | 0                       | ▬                       |
| 2010                    | 285 616 (предв.)        | 1                       | ▲ 1                     |
| Вибори в Європарламент  |                         |                         |                         |
| 1979                    | 17953                   | 0                       | ▬                       |
| 1984                    | 70853                   | 0                       | ▬                       |
| 1989                    | 2292705                 | 0                       | ▬                       |
| 1994                    | 494 561                 | 0                       | ▬                       |
| 1999                    | 625 378                 | 2                       | ▲ 2                     |
| 2004                    | 1033093                 | 2                       | ▬                       |
| 2009                    | 1223303                 | 2                       | ▬                       |